# Toxura maculipennis
Toxura maculipennis är en tvåvingeart som beskrevs av Macquart 1851. Toxura maculipennis ingår i släktet Toxura och familjen Pyrgotidae. Inga underarter finns listade i Catalogue of Life.